# 斯馬克諾爾塔訥峰
72°7′S 8°3′E / 72.117°S 8.050°E
斯馬克諾爾塔訥峰（英語：Småknoltane Peaks）是南極洲的山峰，位於東部南極洲的毛德皇后地，屬於菲爾希納山脈的一部分，處於斯努格魯德冰川河口東面。